# Aweil
Aweil (arabisk: أويل (også stavet Uwail, Uwayl eller Aweel) er hovedstad i den sydsudanesiske delstat Northern Bahr el Ghazal og Aweil West County. Mellem 2015 og 2020 var den hovedstad i den daværende delstat Aweil. I 2010 var befolkningen på 59.217 indbyggere.

## Beliggenhed
Aweil ligger i den nordvestlige del af Sydsudan mellem Lolfloden i nord og Pongofloden i syd, på jernbanelinjen Babanusa-Wau, lige under 100 km fra Wau.

## Befolkning
Langt størstedelen af befolkningen tilhører Dinka-folket .
Befolkningsudvikling:
| År                  | Indbyggere |
| ------------------- | ---------- |
| 1973 (folketælling) | 17.773     |
| 1983 (folketælling) | 25.714     |
| 2007 (beregning)    | 40.054     |
| 2010                | 59.217     |

## Infrastruktur
Jernbanelinjen, der blev bygget i 1960'erne, og som løb nordpå til al-Ubayyid og sydpå til Wau, blev afbrudt under den sydsudanesiske borgerkrig. I 2009 kørte et tog fra Babanusa til Aweil for første gang, og i 2010 blev strækningen mellem Aweil og Wau genåbnet. Jernbanelinjen har dog været ude af drift siden 2013.  Vejforbindelserne er dårlige.